# Piper hainanense
Piper hainanense là một loài thực vật có hoa trong họ Hồ tiêu. Loài này được William Botting Hemsley miêu tả khoa học đầu tiên năm 1891.